# Карпентер (Айова)
Карпентер (англ. Carpenter) — місто (англ. city) в США, в окрузі Мітчелл штату Айова. Населення — 87 осіб (2020).

## Географія
Карпентер розташований за координатами 43°24′54″ пн. ш. 93°1′2″ зх. д. / 43.41500° пн. ш. 93.01722° зх. д. (43.414988, -93.017268).  За даними Бюро перепису населення США в 2010 році місто мало площу 0,42 км², уся площа — суходіл.

## Демографія
Згідно з переписом 2010 року, у місті мешкало 109 осіб у 47 домогосподарствах у складі 27 родин. Густота населення становила 263 особи/км².  Було 51 помешкання (123/км²).
Расовий склад населення:
| - 98,2 % — білих - 1,8 % — чорних або афроамериканців |

До двох чи більше рас належало 0,0 %. Частка іспаномовних становила 0,0 % від усіх жителів.
За віковим діапазоном населення розподілялося таким чином: 26,6 % — особи молодші 18 років, 56,9 % — особи у віці 18—64 років, 16,5 % — особи у віці 65 років та старші. Медіана віку мешканця становила 40,8 року. На 100 осіб жіночої статі у місті припадало 105,7 чоловіків;  на 100 жінок у віці від 18 років та старших — 110,5 чоловіків також старших 18 років.
Медіана доходів становила 46 750 доларів для чоловіків та 29 167 доларів для жінок. 
Цивільне працевлаштоване населення становило 59 осіб. Основні галузі зайнятості: виробництво — 18,6 %, будівництво — 18,6 %, роздрібна торгівля — 16,9 %.